# Trolleybus d'Athènes
Le trolleybus d'Athènes est un réseau de trolleybus qui dessert la ville d'Athènes et son agglomération, en Grèce. C'est la seule ville grecque à être actuellement dotée d'un tel réseau.

## Réseau actuel

### Aperçu général
Le réseau actuel compte vingt lignes.
| Ligne | Tracé                                                         |
| ----- | ------------------------------------------------------------- |
| 1     | Attikis Sq. - Tzitzifies - Moschato                           |
| 2     | Ano Kypseli - Pagkrati - Kaisariani                           |
| 3     | Nea Filadelfia - Ano Patissia - Neo Psychiko                  |
| 4     | Ano Kypseli - Agios Artemios - Agios Ioannis Metro St.        |
| 5     | Lamprini - Syntagma Sq. - Tzitzifies                          |
| 6     | Ippokratous - Kosmas Aitolos- N. Filadelfia                   |
| 10    | Tzitzifies - Halandri                                         |
| 11    | Ano Patissia - N.Pagrati - N.Elvetia                          |
| 12    | Zappeio - Peristeri                                           |
| 14    | Lamprini - Alexandras av.- Girokomeio                         |
| 15    | Petralona - Dikastiria - El.Venizelou                         |
| 16    | Ag.Ioannis Rentis - Piraeus (circulaire)                      |
| 17    | Piraeus - Ag. Georgios (circulaire)                           |
| 18    | National Archaeological Museum - Chalandri (Ethn.Antistaseos) |
| 19    | National Archaeological Museum - Chalandri Metro St.(Sidera)  |
| 20    | N.Faliro - Kastella - Drapetsona                              |
| 21    | Nikaia - P. Ralli av.- Omonoia (circulaire)                   |
| 24    | Petroupoli - Ilion - Ag.Antonios Metro St. (circulaire)       |
| 25    | Kamatero - Ilion - Ag.Antonios Metro St. (circulaire)         |

### Matériel roulant
Au début des années 2000, de nombreux trolleybus furent commandés pour remplacer les modèles anciens.
Plusieurs modèles sont en circulation fin 2019 :
- des Van Hool A300T (112 exemplaires livrés à partir de 1999) ;
- des Neoplan N6014 (112 exemplaires livrés à partir de 1999) ;
- des Neoplan N6216 (51 exemplaires livrés à partir de 2003) ;
- des Neoplan N66221 (91 exemplaires livrés à partir de 2003).

## Galerie

Modèles actuels
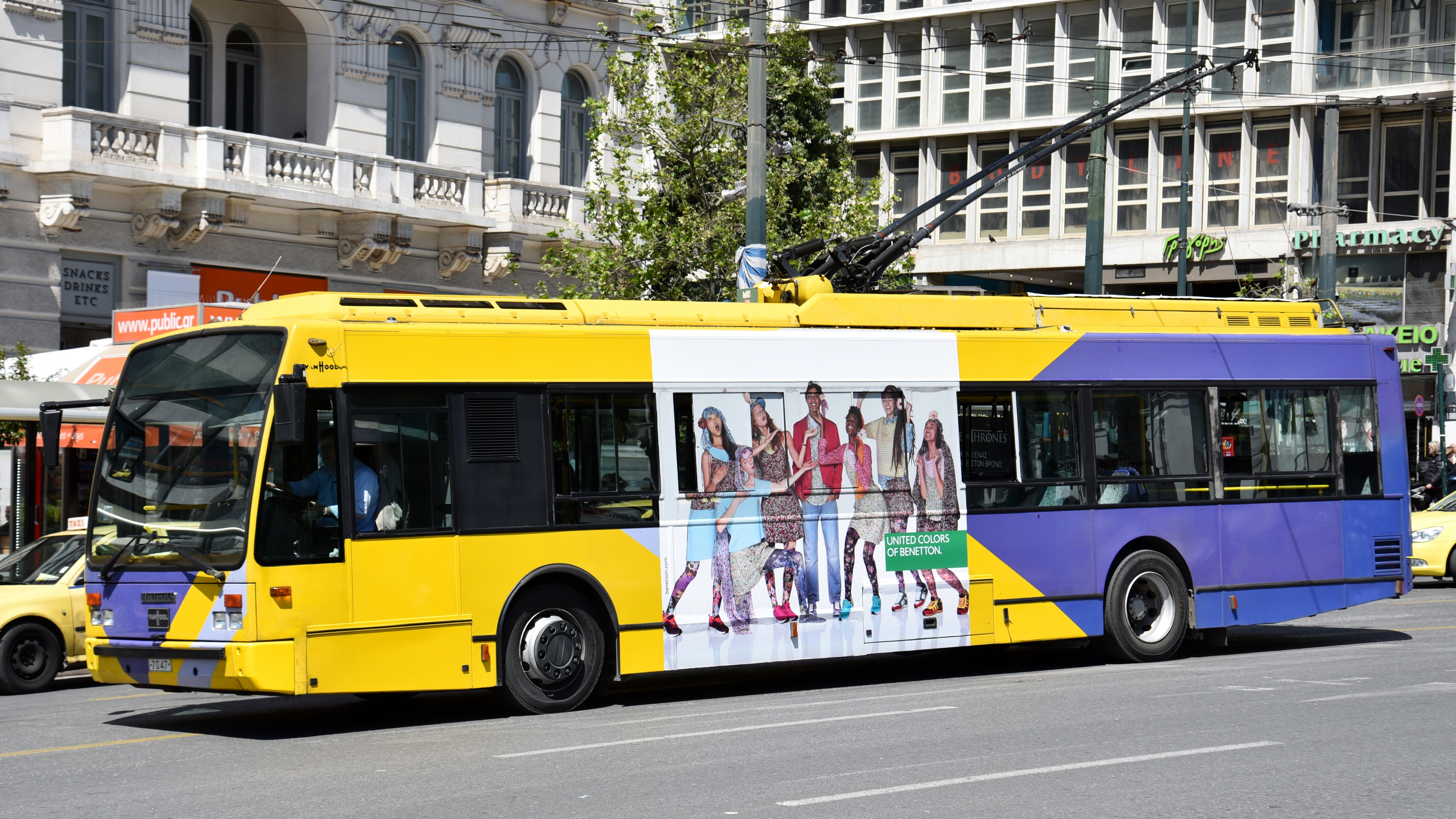
Van Hool A300T en 2019.
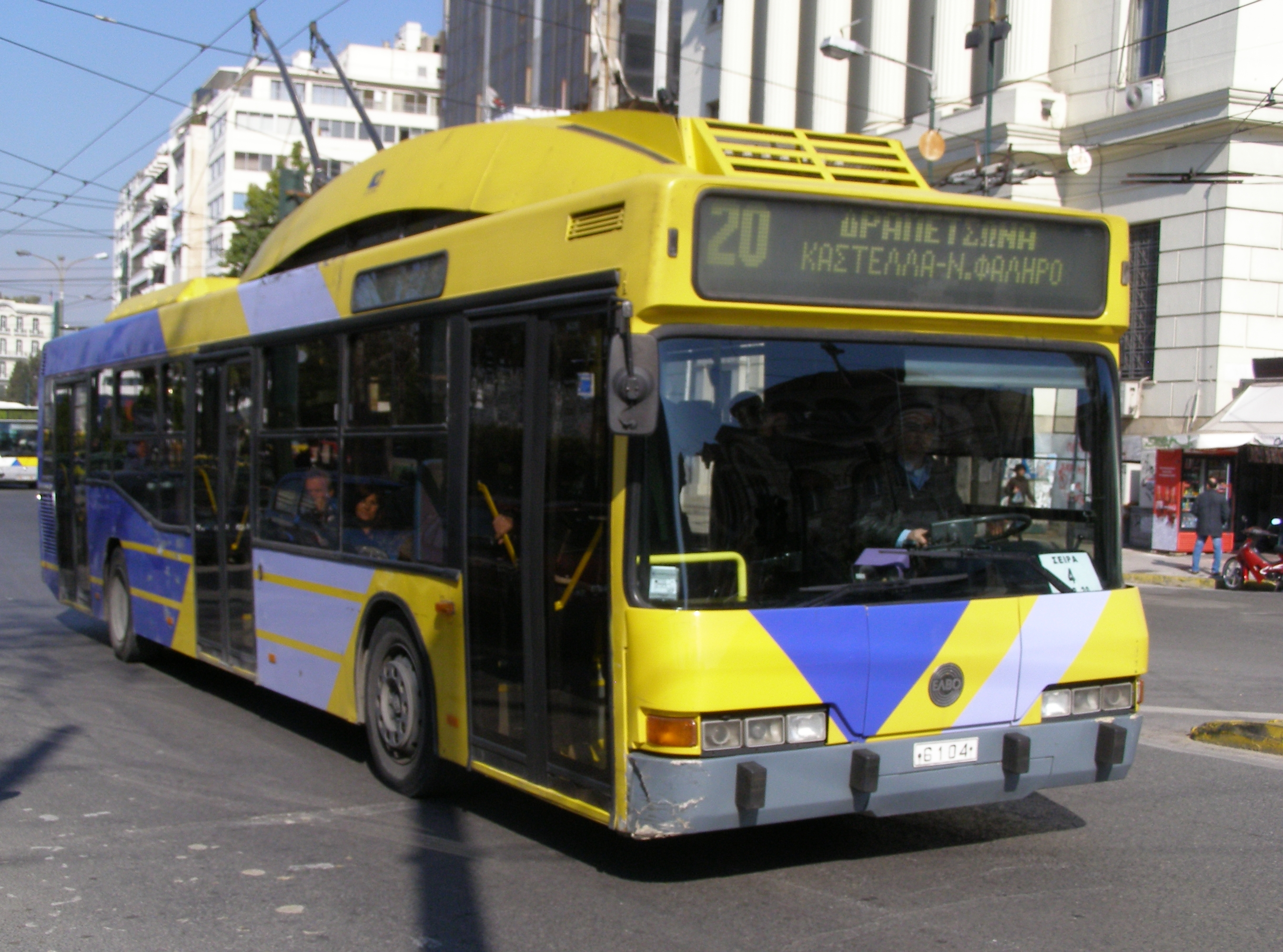
Neoplan N6014 en 2013.
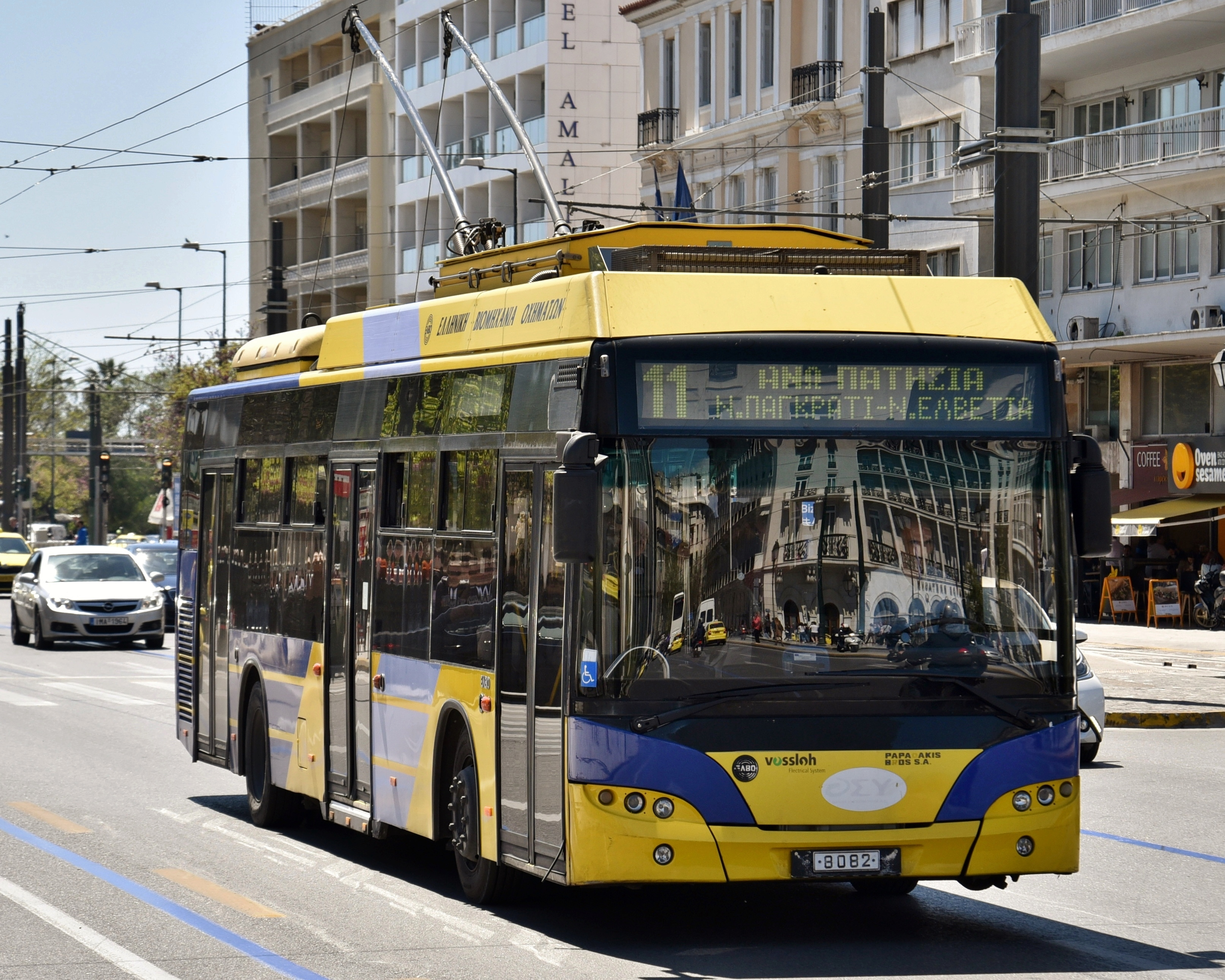
Neoplan N6216 en 2019.
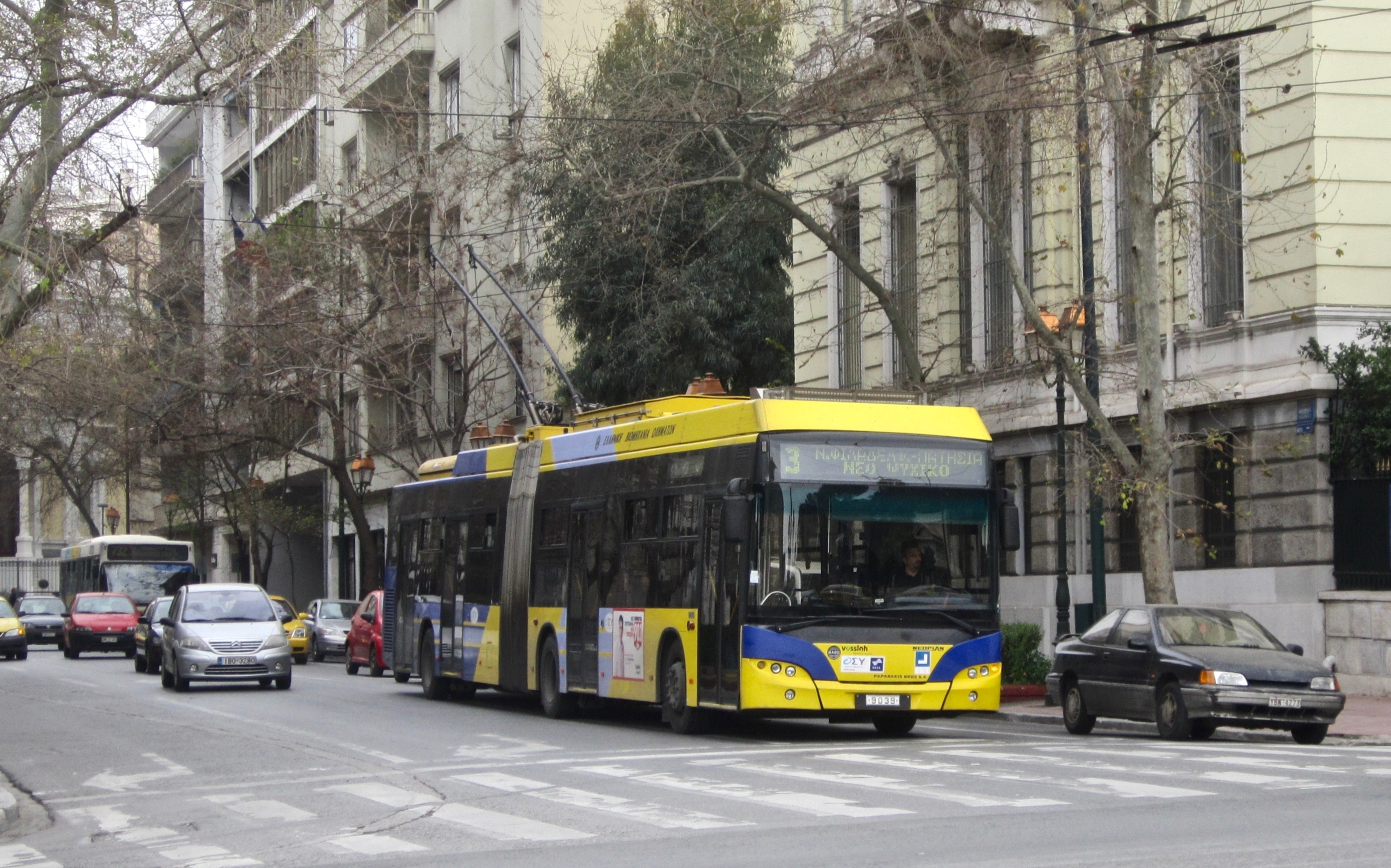
Neoplan N6221 en 2015.

Modèles anciens
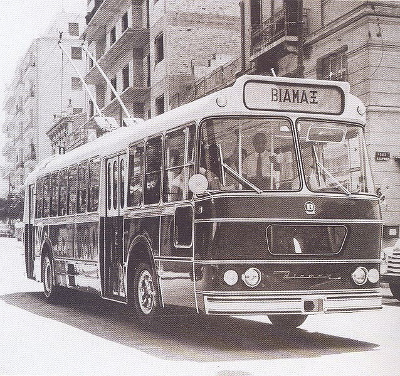
Ancien trolleybus Biamax F600 de 1962.
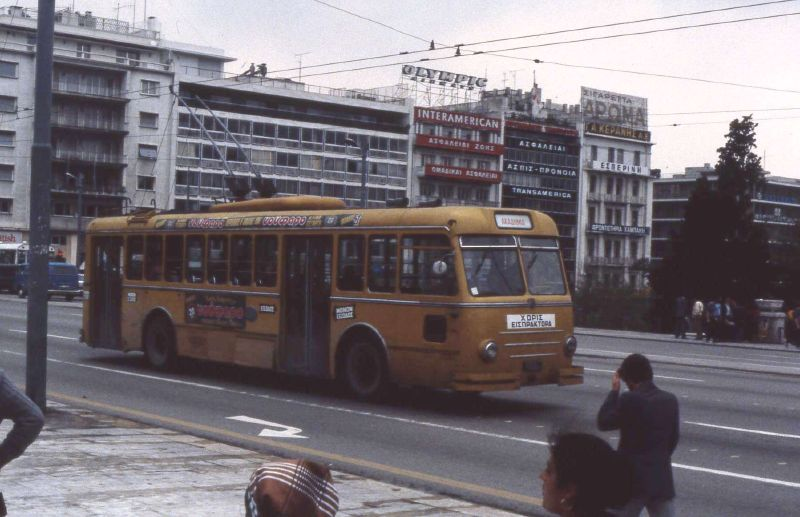
Trolleybus Lancia-Cesaro de 1960.
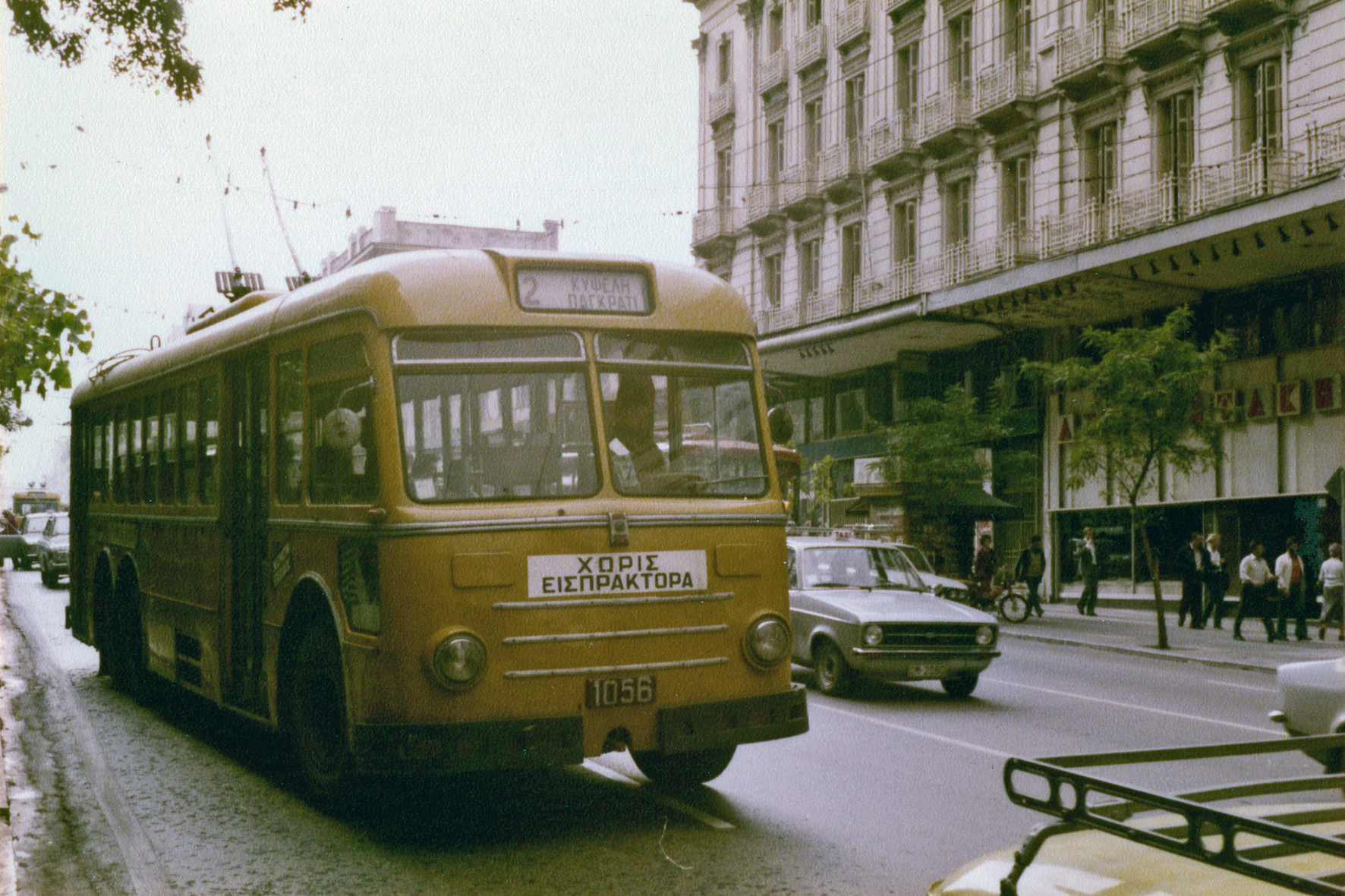
Alfa Romeo 140AF.
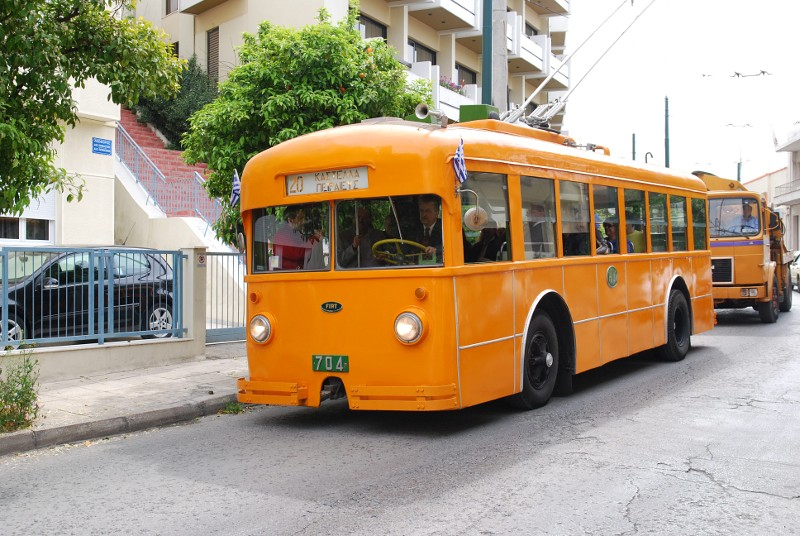
Ancien trolleybus Fiat 656F de 1939, préservé, 2009.
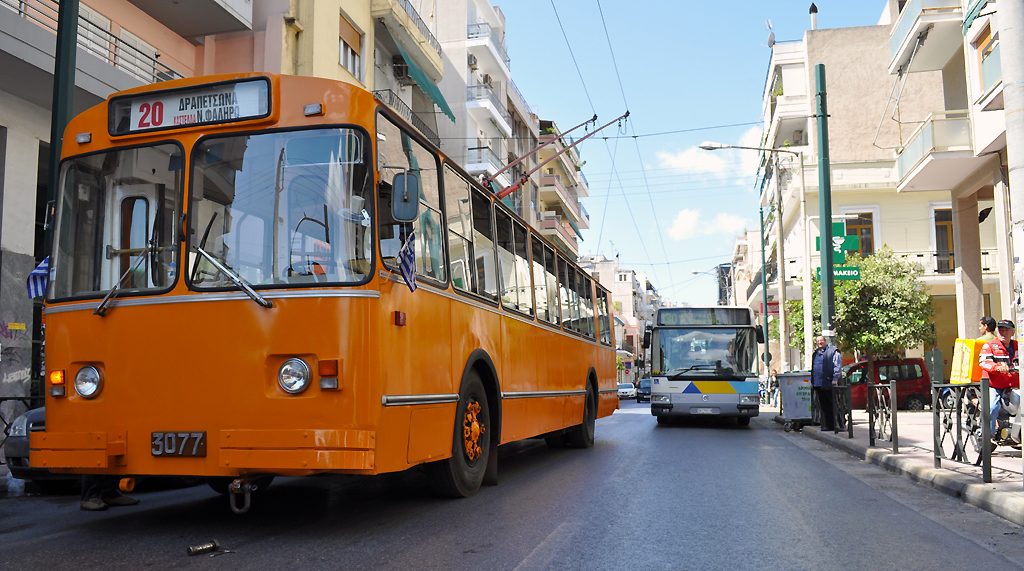
Ancien trolleybus soviétique ZIU-9 préservé, 2013.